# Yvon Montané
Pour les articles homonymes, voir Montané.
Yvon Montané, né le 27 avril 1937 à Fleurance (Gers), est un homme politique français.   

## Biographie
Il a effectué son service militaire du 2 novembre 1960 au 1er septembre 1962. Après ses humanités au lycée Maréchal Lannes de Lectoure, il est admis à l’École Normale d'Agen au concours des bacheliers (1956) et s'inscrit à la faculté des lettres de Toulouse pour préparer le professorat d'histoire et géographie.
Stagiaire à l'école de Segalas de Lauzun (1957) puis à l'école de Cezan (1958-1959). Il est nommé professeur au collège de Mauvezin de 1960 à 1970. Il est nommé directeur du collège de Verdun-sur-Garonne de 1970 à 1972, puis principal du collège d'enseignement secondaire de Grisolles dont il assure l'ouverture, de 1972 à 1979, puis principal du collège Mathalin d'Auch de 1979 à 1991 et enfin proviseur des lycées Pardaillan d'Auch de 1991 jusqu'à sa retraite en 1997.
Il s'est également investi dans l'éducation populaire, avec des fonctions au sein du mouvement des foyers ruraux.

## Détail des fonctions et des mandats
Mandats locaux
- 1965 - 2014 : Conseiller municipal de Mauvezin
- 1976 - 1994 : Conseiller général du canton de Mauvezin, vice président du Conseil Général du Gers
- 1977 - 2014 : Maire de Mauvezin

Mandat parlementaire
- 1er juin 1997 - 18 juin 2002 : Député de la 2e circonscription du Gers[1]

## Publications
- De Mauvezin...et du Fezansaguet paru en 2016, diffusé à plus de 450 exemplaires la première année[2].
- Quand le département du Gers devient majeur (1976-1986), De la préfecture au Domaine de La Hourre, paru en 2018 (en collaborations).
- Les Bastides du Sud-Ouest de la France et les Villes Nouvelles en Europe au XIIIe siècle (Colloque international de l'ICOMOS à Montauban).
- La réanimation des zones rurales en France : les opérations villages.

## Distinctions
- Chevalier de la Légion d'honneur, 14 juillet 1990
- Chevalier de l'ordre national du Mérite, le 1er janvier 1983
- Officier de l'ordre des Palmes académiques (14 juillet 1982). Chevalier le 14 juillet 1976
- Médaille de la jeunesse, des sports et de l'engagement associatif, argent, 14 juillet 1976
- Médaille d'or communale et départementale, 2006
- Médaille commémorative A.F.N (Algérie) 1961